# Угандски червен колобус
Угандският червен колобус (Piliocolobus tephrosceles) е ръждивокафяв бозайник от род Червени колобуси, признат за самостоятелен вид през 2001 г. Сред таксономите има спор дали видът всъщност не е подвид – Procolobus rufomitratus tephrosceles).
Угандският червен колобус е маймуна от семейство Коткоподобни маймуни (Cercopithecidae), която се среща на пет различни локации в Уганда и Танзания. Видът е застрашен от изчезване. Включен е в приложенията на CITES и Регламент (ЕО) № 338/97.